# Шакка
Шакка (італ. Sciacca, сиц. Sciacca) — муніципалітет в Італії, у регіоні Сицилія,  провінція Агрідженто.
Шакка розташована на відстані близько 490 км на південь від Рима, 75 км на південь від Палермо, 50 км на північний захід від Агрідженто.
Населення — 41 082 особи (2014).
Щорічний фестиваль відбувається 2 лютого. Покровитель — Maria SS. del Soccorso.

## Демографія
Населення за роками:

Станом на 1 січня 2023 року в муніципалітеті офіційно проживали 803 іноземці з 64 країн, серед них 285 громадян країн Євросоюзу та 5 громадян України.

## Сусідні муніципалітети
- Кальтабеллотта
- Менфі
- Рибера
- Самбука-ді-Сицилія

## Міста-побратими
- Салвадор, Бразилія (2001)
- Апрілія, Італія (2003)
- Киршехір, Туреччина (2011)
- Mustafakemalpaşa[en], Туреччина (2011)

## Відомі особистості
У поселенні народилась:
- Валерія Білелло (* 1982) — італійська акторка.